# Valeria Román
Valeria Román (n. Chacabuco, 14 de marzo de 1972) es una periodista científica argentina.

## Biografía
Se graduó como Licenciada en Ciencias de la Comunicación en la Universidad de Buenos Aires. Se especializó en el exterior mediante una beca en periodismo médico de la OMS en 2003 y una en periodismo científico del MIT en 2004 y 2005.
Fue editora de ciencias en el diario Clarín y actualmente escribe artículos para Infobae.com, Tangible, Scientific American, Science y Nature.
Román fue vicepresidenta de la Federación Mundial de Periodistas científicos entre 2009 y 2011. En 2010 cofundó y fue la primera presidenta de la Red Argentina de Periodismo Científico (RADPC). Recibió dos diplomas al mérito Konex, en 2007 y 2017.
También ha dictado cursos de periodismo científico en la Universidad de Buenos Aires, la Universidad Nacional de Córdoba, la Universidad Nacional de Río Negro y la Universidad Evangélica Boliviana (en convenio con la UNESCO).

## Libros publicados
- Darwin 2.0 La teoría de la evolución en el siglo XXI (Marea Editores)
- Comunicación y Salud - compilado por Mónica Petracci y Silvio Waisbord (Ed. La Crujía, 2011)
- Contar la ciencia (2012) - compilado
- Ciencia en Palabras (2013) - compilado